# 幻の動物とその生息地
『幻の動物とその生息地』（まぼろしのどうぶつとそのせいそくち、原題：Fantastic Beasts & Where to Find Them）は、J・K・ローリングの小説『ハリー・ポッター』シリーズに登場する書物。現実世界においては、2001年にJ・K・ローリングが架空の著者「ニュート・スキャマンダー」のペンネームを用いて刊行した。
『ハリー・ポッター』の世界における魔法生物に関する書籍である。シリーズ最初の小説である『ハリー・ポッターと賢者の石』に登場する同名の教科書で、ハリー・ポッター所蔵のコピーという設定である。ハリー、ロン・ウィーズリー、ハーマイオニー・グレンジャーによる手書きのメモという設定の書き込みも入っており、登場する動物に自分たちが出会ったときの経験や、シリーズに関係する内輪のジョークなどが書かれている。
2001年にイギリス、アメリカ合衆国、日本などで副読本として実際に発売された。日本では松岡佑子の翻訳で静山社より発行された（ISBN 978-4915512438）。日本では、同時発売された『クィディッチ今昔』とともに、限られた書店で期間限定付で発売するという特殊な販売方法がとられたが、注文すれば店頭にない書店でも取り寄せができる場合があった。2014年には文庫版が刊行された（ISBN 978-4863892521）。2017年4月13日には、ニュート・スキャマンダーによる前書きと新たな魔法生物6種が加えられた「新装版」が発売された（ISBN 978-4863893795）。こちらはハリーの所持品の複製ではないという設定のため落書きはない。
2013年9月12日、ワーナー・ブラザースとローリングはこの本に触発された映画を5本のシリーズで作る予定であると発表した。ローリング自身が脚本家をつとめ、ワーナー・ブラザーズの示唆を受けてローリングが映画のプランを考えた。第1作『ファンタスティック・ビーストと魔法使いの旅』は、ニュート・スキャマンダーを主人公とする物語で、ハリーの物語が始まる70年前のニューヨークが舞台である。映画は2016年11月18日に公開された。

## 設定
「ホグワーツ魔法魔術学校で使われる教科書」で、魔法生物に関する基礎知識や、約85種（新装版では91種）の魔法生物の生態と危険度を示した書物である。名目上の著者は魔法生物研究者のニュートン・アルテミス・フィド・スキャマンダー（ニュート・スキャマンダー）でという設定であるが、実際の著者はJ・K・ローリングである。スキャマンダーによると、この本に入っている情報のほとんどは五大陸を何年も旅して行った観察によって集めたものである。初版はオブスキュラス・ブックスのオーガスタス・ワームから1918年に委託を受けたものであるが、1927年まで刊行されず、2001年刊行の第52版がマグル向けにも発売されたという設定になっている。本のカバーは何かわからない動物にひっかかれたようなデザインである。2001年に出版社のスカラスティックが行ったインタビューで、ローリングは初期の作品ですでにたくさんの情報をふくらませていたために、魔法生物という主題を選んだと述べている。
ハリー・ポッターが使用したものの複製品（という設定）であり、そのため「ハリーが書きこんだ落書き」も再現されている。また、ハリーの友人のロン・ウィーズリーは、自分の教科書がばらばらになったため、ハリーの教科書を共用しており、ロンの落書きも見られる（一部、ハーマイオニー・グレンジャーの落書きもある）。コメントは第4作である『ハリー・ポッターと炎のゴブレット』のころに書かれたようである。いたずら書きによってシリーズのファンに特別な情報がわかるようにもなっており、コミックリリーフ的なコメントもある。
ホグワーツ魔法魔術学校校長アルバス・ダンブルドアの前書きとブックカースが追記されている。前書きはこの特別版の目的（コミックリリーフのチャリティ）についての説明である。本の収益はコミックリリーフに寄付された。売り上げ1冊あたり、表示価格の80％以上が世界中のさまざまな地域に住む貧しい子どもたちに直接渡るようになっている。コミックリリーフによると、この本と同時に発売された『クィディッチ今昔』は170万ポンド以上を集めた。その後、新装版発売時点で2000万ポンドになったと序文に記述されている。
『ハリー・ポッター』の世界においては、本書はホグワーツの一年生の必修教科書であり、初版から定評のある教科書であった。三年生まで魔法動物飼育学の授業がないため、なぜ一年生でこの本が必要なのかは不明である。本の序文でアルバス・ダンブルドアはこの本がホグワーツに加えて魔法使いの家庭でも素晴らしい参考文献になると述べている。

## ニュート・スキャマンダー
ニュートン（ニュート）・アルテミス・フィド・スキャマンダーは、1897年2月24日生まれで、「幻の動物とその生息地」の著者である。本の著者略歴によると、スキャマンダーはみずからのふしぎな動物に対する関心と、熱心なヒッポグリフブリーダーであった母のすすめで魔法生物学者となった。ホグワーツではハッフルパフ寮に振り分けられた。
友人の罪を被ってホグワーツを去ったあと、スキャマンダーは魔法省の魔法生物規制管理部に入った。屋敷しもべ妖精転勤室で短い勤務をし、動物課に異動になって、1947年に狼人間登録簿を初めて作成し、1965年に実験的飼育禁止令を通過させ、またドラゴンの研究および制御室のために何度も研究旅行に出かけた。魔法生物学への貢献で、1979年に勲二等マーリン勲章を受勲している。
退職後はドーセットで妻のポーペンティナおよびペットのニーズル（ホッピー、ミリー、モーラー）と暮らし、少なくとも1人の子供をもうけた。ロルフという孫がおり、『ハリー・ポッターと死の秘宝』の出来事のあと、しばらくしてからルーナ・ラブグッド（『ハリー・ポッター』シリーズ最後の3作に登場する人物）と結婚する。
スキャマンダー自身は『ハリー・ポッター』シリーズ7作には登場しない。『ハリー・ポッターと賢者の石』で「幻の動物とその生息地」の著者として少々言及されるのみである。
『ハリー・ポッターとアズカバンの囚人』の映画版では、スキャマンダーの名前が忍びの地図にあらわれる。
映画『ファンタスティック・ビーストと魔法使いの旅』をはじめとする『ファンタスティック・ビースト』シリーズでは主人公となる。『魔法使いの旅』では、スキャマンダーは飼っていた動物に関する詳細不明の事件のあとにホグワーツを出ていくことになったが、アルバス・ダンブルドアはスキャマンダーを弁護したとされる。

## 主な生物
本書で紹介される生物。アルファベット順。★がついているものは新装版で追加された生物。
- アクロマンチュラ Acromantula
- アッシュワインダー Ashwinder
- オーグリー Augurey
- バジリスク Basilisk
- ビリーウィグ Billywig
- ボウトラックル Bowtruckle
- バンディマン Bundimun
- ケンタウルス Centaur
- キメラ Chimaera
- チズパープル Chizpurfle
- クラバート Clabbert
- クラップ Crup
- デミガイズ Demiguise
- ディリコール Diricawl
- ドクシ－ Doxy
- ドラゴン Dragon
  - オーストラリア・ニュージランド・オパールアイ種 Antipodean Opaleye
  - チャイニーズ・ファイアボール種/中国火の玉種 Chinese Fireball
  - ウェールズ・グリーン普通種 Common Welsh Green
  - ヘブリデス・ブラック種 Hebridean Black
  - ハンガリー・ホーンテイル種 Hungarian Horntail
  - ノルウェー・リッジバック種 Norwegian Ridgeback
  - ペルー・バイパーツース種 Peruvian Vipertooth
  - ルーマニア・ロングホーン種 Romanian Longhorn
  - スウェーデン・ショート-スナウト種 Swedish Short-Snout
  - ウクライナ・アイアンベリー種 Ukrainian Ironbelly
- ダグボッグ Dugbog
- エルクリング Erkling
- エルンペント Erumpent
- フェアリー / 妖精 Fairy
- ファイア・クラブ / 火蟹 Fire Crab
- フロバーワーム / レタス食い虫 Flobberworm
- フウーパー Fwooper
- グールお化け Ghoul
- グランバンブル Glumbumble
- ノーム / 庭小人 Gnome
- グラップホーン Graphorn
- グリフィン Griffin
- グリンデロー / 水魔 Grindylow
- ハイドビハインド妖怪 Hiebehind ★
- ヒッポカンポス / 海馬 Hippocampus
- ヒッポグリフ Hippogriff
- ホダッグ Hodag ★
- ホークランプ Horklump
- ホーンド・サーペント / 角水蛇 Horned Serpent ★
- インプ /小鬼妖精 Imp
- ジャービー Jarvey
- ジョバーノール Jobberknoll
- カッパ / 河童 Kappa
- ケルピー / 水魔 Kelpie
- ナール Knarl
- ニーズル Kneazle
- レプラコーン Leprechaun
- レシフォールド Lethifold
- ロバラグ Lobalug
- マックルド・マラクロー Mackled Malaclaw
- マンティコア Manticore
- マーピープル / 水中人（セイレン、セルキー、メロウ） Merpeople
- モーク Moke
- ムーンカーフ Mooncalf
- マートラップ Murtlap
- ニフラー Niffler
- ノグテイル Nogtail
- ヌンドゥ Nundu
- オカミー Occamy
- フェニックス / 不死鳥 Phoenix
- ピクシー / ピクシー妖精 Pixie
- プリンピー Plimpy
- ポグレビン Pogrebin
- ポーロック Porlock
- パフスケイン Puffskein
- クィンタペッド Quintaped
- ラモラ Ramora
- レッドキャップ / 赤帽鬼 Red Cap
- リーエム Re'em
- ルーンスプール Runespoor
- サラマンダー / 火トカゲ Salamander
- シー・サーペント / 海蛇 Sea Serpent
- シュレイク Shrake
- スナリーガスター Snallygaster ★
- スニジェット Snidget
- スフィンクス Sphinx
- ストリーラー Streeler
- テボ Tebo
- サンダーバード Thunderbird ★
- トロール Troll
- ユニコーン / 一角獣 Unicorn
- ワンプス・キャット Wampus Cat ★
- ウィアウルフ / 狼人間 Werewolf
- ウィングド・ホース / 天馬 Winged Horse
  - アブラクサン Abraxan
  - イーソナン Aethonon
  - グレニアン Granian
  - セストラル Thestral
- イエティ Yeti